# Aleksandr Vedernikov (basso)
Aleksandr Filippovič Vedernikov (Александр Филиппович Ведерников; Mokin, 23 dicembre 1927 – Mosca, 9 gennaio 2018) è stato un basso sovietico, dal 1992 russo, artista del Popolo dell'URSS (1976), vincitore del Premio di Stato dell'URSS (1969).

## Biografia
Alexander Vedernikov è nato il 23 dicembre 1927 nel villaggio Mokin (ora quartiere soviet della regione di Kirov, Russia).
Dal 1943 al 1947 ha studiato presso la Korkinskom Mountain College, era impegnato nel cerchio di belle arti del club locale "Big minatore". Poi Okocha Sverdlovsk Tchaikovsky Scuola di Musica.
Nel 1955 si diplomò al Conservatorio di Mosca. Tchaikovsky (classe di R. J. Alpert, Hasina)
Negli anni 1955-1958 - solista dell'Opera e del Balletto di Leningrado, S.M. Kirov (oggi Mariinsky Theatre).
Dal 1958 al 1990 - solista del Teatro Bolshoi (Mosca).
Nel 1960-1961 si è formato al teatro "La Scala" (Milano, Italia) con il Maestro Barra.
Si è esibito come cantante da concerto. Ha tenuto un notevole numero di concerti filarmonici. Il suo repertorio da camera comprende opere di molti compositori russi e stranieri.
Nel 1954, ha fatto un tour all'estero (Francia, Iraq, Germania Est, Italia, Inghilterra, Canada, Svezia, Finlandia, Austria, ecc).
Svolge attività didattiche. Dal 2006 al 2009 - Consulente per il canto al Teatro Bolshoi. Tra i suoi studenti ci sono molti solisti.
Dal 2008 è stato direttore artistico del Teatro "Opera russa" a Mosca.
È membro a pieno titolo dell'Accademia della musica popolare e dell'Accademia Russa delle Arti e performance musicali, membro dell'Unione dei Lavoratori del Teatro della Federazione Russa.
La discografia comprende più di trenta dischi con registrazioni di romanze, canzoni, arie e oratori.
Nei suoi molti anni di lavoro creativo ha descritto e pubblicato nel 1989 il libro "Che l'anima non venga meno."
Era membro del PCUS dal 1964.

### Famiglia
- La moglie del primo matrimonio - Maya Golovnya.
- La moglie nel suo secondo matrimonio - Natalia Gureeva (nata nel 1937), pianista, organista, docente al Conservatorio di Mosca. Artista della Russia, Artista Onorata della Russia.
- Figlio - Alexander Vedernikov (1964-2020) direttore d'orchestra. Artista Onorato di Russia (2007).
- Figlio - Boris, figlia - Marina.

## Premi e titoli
- Vincitore del concorso di artisti giovani e degli studenti World Festival di Bucarest (2 ° premio, 1953)
- Vincitore del Concorso Internazionale di cantanti Schumann a Berlino (1 ° premio, 1956)
- Vincitore del concorso All-Unione per l'esecuzione di lavori di compositori sovietici (1 ° premio, 1956)
- Artista RSFSR Onorato (1961)
- Artista del Popolo della RSFSR (1967)
- Artista del Popolo dell'URSS (1976)
- URSS Premio di Stato (1969) - per i programmi dei concerti 1966-1967 e 1967-1968
- Ordine "Per servizi al Merito della Patria» IV (2002) - per il suo grande contributo allo sviluppo dell'arte musicale
- Ordine della Bandiera Rossa del Lavoro (1971)
- Ordine dell'Amicizia tra i popoli (1988)
- Ordine del santo principe Daniele di Mosca grado II (ROC, 1997)
- Ordine del Santo uguale al grado Apostoli principe Vladimir III (ROC, 1999)
- Ordine di San Sergio di laurea Radonezh II (ROC, 2002)
- Medaglia di San Macario Unzhensky Taumaturgo (Chiesa russa ortodossa, 1999)
- Medaglia di San Barnaba Vetluzhsky Taumaturgo (Chiesa russa ortodossa, 2000)
- Order Ambra Croce (Accademia Russa di Arte e performance musicale, 1998)
- Su proposta del GV Sviridov in onore del cantante fu dato il suo nome ad un asteroide, il 7996 Vedernikov, scoperto dall'astronoma Ljudmila Georgievna Karačkina nell'Osservatorio Astrofisico della Crimea, il 1º settembre 1983.

## Creazione
Si è esibito in quasi tutti i ruoli di basso nelle opere russe.
Molti concerti. Particolarmente proficua è stata la collaborazione con il cantante e compositore G.V. Sviridov. Iniziò già negli anni del conservatorio con una esecuzione di canzoni dal poema "La Terra dei Padri", su poesie di A. Isahakyan. Questa fu seguita da moltissimo lavoro. Uno dei più notevoli fu un ciclo di esecuzioni di 9 canzoni su poesie di Robert Burns (tra cui "Tutta la terra era avvolta nel buio", "Findlay", "Il ritorno del soldato", "Onesta povertà" .), come pure le canzoni dai versi di A. Pushkin ( "La foresta perde il suo vestito cremisi", "Si avvicina sotto Izhora", "Corvo a linea d'aria", "Strada d'inverno"), S.A. Esenina ( "Love"), F.I. Tiutchev ( "Questi villaggi poveri "), Blok ("Visione"," Voce dal coro", "Canzone di Pietroburgo", "Weathervane ","Oltre le montagne, foreste ... "), Shakespeare ("L'ingratitudine umana" "Inverno", "Il pane del Soldato e una canzone per Iago", una canzone dalla folle commedia "La dodicesima notte", "Canto Iago di re Stefano"), P.J. Berenger ( "Come una mela") ed altri. Nel 1959 fu il primo esecutore in modo che il partito nel "Patetica oratorio" GV Sviridov, le parole di Vladimir Majakovskij.
Nel 2009 ha fatto il suo debutto ad 80 anni nel partito Solopov Cherevik teatro nella commedia "Russian Opera" "Sorocincy Fair" di Mussorgsky.
La creatività del cantante è stata molto apprezzata dal compositore GV Sviridov:

### Repertorio delle opere
Opera e Balletto di Leningrado. Kirov
- 1955 - "Don Giovanni" V.A. Mozart - Leporello
- 1956 - "Sadko" di Rimsky-Korsakov - Viking Ospite
- 1956 - "Ruslan e Ludmilla" di Glinka - Farlaf
- 1957 - "Evgenij Onegin" di Tchaikovsky - Grameen
- 1957 - "Ivan Susanin" di Glinka - Ivan Susanin

Gran Teatro
- 1957 - "Ivan Susanin" di Glinka - Ivan Susanin
- 1957 - "Evgenij Onegin" di Tchaikovsky - Grameen
- 1958 - "La sposa dello Zar" di Rimsky-Korsakov - Sobakin
- 1958 - "La Strega" di PI Tchaikovsky - Mamyrov
- 1958 - "Mermaid" DargomyzSkij - Melnik
- 1959 - "La favola dello zar Saltan" di Rimsky-Korsakov - Lo zar Saltan
- 1959 - "I decabristi" Yu Shaporin - Tutto
- 1959 - "Boris Godunov" di Mussorgsky - Pimen
- 1959 - "Sadko" di Rimsky-Korsakov - Viking Ospite
- 1959 - "Khovanshchina" di Modest Mussorgsky - Dosifej
- 1959 - "Jalil" NG Zhiganova - Zhuravlev
- 1959 - "Il principe Igor" di Alexander Borodin - Galitsky
- 1959 - "Guerra e Pace" di SS Prokofiev - principe Nikolaj Bolkonskij
- 1960 - "Ruslan e Ludmilla" di Glinka - Farlaf
- 1960 - "Guerra e Pace" di SS Prokofiev - Kutuzov
- 1960 - "Boris Godunov" di Mussorgsky - Varlaam
- 1960 - "La fanciulla di neve" di Rimsky-Korsakov - Santa Claus
- 1960 - "La storia di un uomo vero" Prokofiev - Andrew
- 1963 - "L'olandese volante" di Richard Wagner - Daland
- 1963 - "Aida" di Giuseppe Verdi -. Ramfis
- 1963 - "Don Carlos" di G. Verdi -. Il Grande Inquisitore
- 1964 - "Ottobre" VI Muradeli - Ivan T.
- 1965 - "I decabristi" Yu Shaporin - vecchio soldato
- 1965 - "Il principe Igor" di Alexander Borodin - Khan Konchak
- 1965 - "Don Carlos" di G. Verdi -. Filippo II
- 1966 - "La leggenda della città invisibile di Kitez" di Rimsky-Korsakov - Prince Yuri
- 1966 - "Il Barbiere di Siviglia" di G. Rossini -. Don Basilio
- 1967 - "Boris Godunov" di Mussorgsky - Boris Godunov
- 1967 - "Milite Ignoto" KV Molchanov - Comandante
- 1969 - "Faust" di Charles Gounod - Mefistofele
- 1969 - "Khovanshchina" di Modest Mussorgsky - Ivan Khovanskii
- 1972 - "Ruslan e Ludmilla" di Glinka - Ruslan
- 1975 - "albe qui sono tranquillo" KV Molchanov - Vaskov
- 1976 - "The Stone Guest" DargomyzSkij - Leporello
- 1984 - "Mozart e Salieri" di Rimsky-Korsakov - Salieri
- 1985 - "Simeone Kolko" Prokofiev - Tkachenko
- 1986 - "Evgenij Onegin" di Tchaikovsky - Grameen
- 1986 - "Werther" di Massenet - Giudice
- "Katerina Ismailova" Shostakovich - Boris T.

### Discografia
- 1964 - "Sadko" di Rimsky-Korsakov, condotto da EF Svetlanov - Viking Ospite
- 1969 - "Il principe Igor" di Alexander Borodin, conduttore MF Ermler - Khan Konchak
- 1975 - "La fanciulla di neve" di Rimsky-Korsakov, direttore V. Fedoseyev - Gelo
- 1977 - "The Stone Guest" DargomyzSkij, direttore M. F. Ermler - Leporello
- 1981 - "Il principe Igor" di Alexander Borodin, conduttore MF Ermler - principe Galitsky
- 1983 - "Mermaid" DargomyzSkij, direttore V. Fedoseyev - Melnik
- 1983 - "La leggenda della città invisibile di Kitezh", condotto da EF Svetlanov - Prince Yuri Vsèvolodovié
- 1983 - "Boris Godunov" di Musorgskij, direttore V. Fedoseyev - Boris Godunov
- 1986 - "Evgenij Onegin" di Tchaikovsky, direttore V. Fedoseyev - Prince Grameen
- 1986 - "Ivan Susanin" di Glinka, direttore M. F. Ermler - Ivan Susanin
- 1987 - "Boris Godunov" di Musorgskij, diretta da Alexander Lazarev - Pimen
- 1989 - "La dama di picche" di PI Tchaikovsky, direttore V. Fedoseyev - Surin

### Video degli spettacoli
1981 - "Il principe Igor" di Alexander Borodin (Galitsky), dir. Oleg morale, Alexander Barannikoff, dir. Mark Ermler

### Filmografia
Parti vocali
- 1964 - La sposa dello Zar (film-opera) - Sobakin (ruolo ND Timofeev)
- 1966 - Il convitato di pietra (film-opera) - Leporello (il ruolo di EA Lebedeva)
- 1966 - Katerina Ismailova (film-opera) - Boris T. (ruolo Sokolov)
- 1968 - Sinfonia Incompiuta (Photoplay)
- 1972 - Il musicista della Domenica (musica da film)

La partecipazione nei film
- 1988 - Alexander Vedernikov. Tranquilla mia terra (documentario)
- 1991 - Sergei Prokofiev. Vita Suite (documentario)
- 2007 - Oro basso russo (documentario)
- 2009 - La barca bianca... blu del mare... Valery Gavrilin (documentario)